# Camlez
Camlez är en kommun i departementet Côtes-d'Armor i regionen Bretagne i nordvästra Frankrike. Kommunen ligger i kantonen Tréguier som tillhör arrondissementet Lannion. År 2022 hade Camlez 832 invånare.

## Befolkningsutveckling
Antalet invånare i kommunen Camlez
Referens:INSEE